# Alicyclobacillaceae
Famille
Les Alicyclobacillaceae sont une famille de bactéries gram-positives du phylum des Bacillota.

## Description
Les bactéries de cette famille sont des bactéries en forme de bacilles étroits plus ou moins longs. Ces bacilles sont généralement gram-positifs, non mobiles et possèdent une extrémité ovoïde.

## Taxonomie
Le nom correct complet (avec auteur) de ce taxon est Alicyclobacillaceae da Costa (d) & Rainey (d), 2010. Publiée en 2009, la description et le nom de cette famille ont été validé en 2010 par l'ICSP. Cette description a été de nouveau amendée en 2011.
Le genre type est : Alicyclobacillus Wisotzkey et al., 1992.
Alicyclobacillaceae a pour synonymes :
- Effusibacillaceae Chuvochina et al., 2024
- Kyrpidiaceae Chuvochina et al., 2024
- Tumebacillaceae Chuvochina et al., 2024

### Étymologie
L'étymologie du nom de cette famille est basée sur le genre type de celle-ci : N.L. masc. n. Alicyclobacillus, genre type de la famille ; L. fem. pl. n. suff. -aceae, suffixe pour définir une famille ; N.L. fem. pl. n. Alicyclobacillaceae, la famille du genre Alicyclobacillus.

### Liste des genres
Selon LPSN (4 mars 2024), cette famille comprend les sept genres suivants :
- Alicyclobacillus Wisotzkey et al., 1992
- Collibacillus Jojima et al., 2023
- Effusibacillus Watanabe et al., 2014
- Ferroacidibacillus Johnson et al., 2023
- Kyrpidia Klenk et al., 2012
- Sulfoacidibacillus Johnson et al., 2023
- Tumebacillus Steven et al., 2008